# Wiszniouka (sielsowiet Stańków)
Wiszniouka (biał. Вішнёўка; ros. Вишнёвка, Wiszniowka) – wieś na Białorusi, w obwodzie mińskim, w rejonie dzierżyńskim, w sielsowiecie Stańków.